# Craspedolcus trisulcatus
Craspedolcus trisulcatus is een insect dat behoort tot de orde vliesvleugeligen (Hymenoptera) en de familie van de schildwespen (Braconidae). De wetenschappelijke naam van de soort werd voor het eerst geldig gepubliceerd door Enderlein in 1920.